# Канарис (судно обеспечения)
Парусно-паровое судно обеспечения греческого флота «Канарис» было построено в Глазго в 1877 году под именем «GETTYSBURG». Было куплено греческим правительством в 1880 году и получило имя «Псара», в честь одного из трёх основных островов — оплотов греческого флота эпохи Греческой революции, острова Псара.
Судно было переоборудовано и вооружено и вошло в состав греческого флота в качестве штаба и судна обеспечения флотилии греческих миноносцев.
В 1890 году, после того как в состав флота вошёл одноимённый броненосец, вспомогательное судно было переименовано в «Канарис», в честь героя Греческой революции и уроженца острова Псара Константина Канариса.
В марте 1897 года во время Критской революции «Канарис» служил в качестве штаба флотилии 5 греческих миноносцев под командованием принца Георга и базировался на острове Милос.
В греко-турецкой войне 1897 года «Канарис» служил в качестве штаба флотилии 8 греческих миноносцев под командованием принца Георга.
В Балканских войнах 1912—1913 годов «Канарис» принял участие в качестве вспомогательного судна под командованием капитана М. Гудаса.
Судно было выведено из состава флота в 1923 году и было продано греческим судовладельцам. В 1933 году судовладельцы продали его на лом.

## Предшественники
- Канарис (канонерка). Вошла в состав флота в 1835 году.

## Наследники
- Канарис (эсминец) типа HUNT III, бывший британский HMS HATHERLEIGH. Вошёл в состав флота в 1942 году. Возвращён Англии в 1959 году.
- Канарис II (эсминец) типа GEARING FRAM I. Вошёл в состав флота в 1972 году.
- Канарис (фрегат) типа Standard. Вошёл в состав флота в 1998 году.